# Parlamento francés
El Parlamento francés (en francés: Parlement français) es el poder legislativo bicameral de la República Francesa, compuesta por el Senado (en francés: Sénat), de representación territorial, y la Asamblea Nacional (en francés: Assemblée nationale), de representación popular. Ambas cámaras lleva a cabo sesiones legislativas en lugares separados, el Senado se reúne en París en el Palacio del Luxemburgo y la Asamblea se reúne en el Palacio Borbón.

## Funciones
En Francia, el parlamento ejerce gran parte del poder legislativo y puede en parte controlar la actividad gubernamental, según la Constitución del 4 de octubre de 1958. El actual sistema parlamentario en Francia es bicameral y el parlamento está compuesto por el Senado francés (Sénat), "Cámara alta" (chambre haute), que tiene 348 cargos electos, y por la Asamblea Nacional de Francia (Assemblée nationale française), la "Cámara baja" (chambre basse), que tiene 577 diputados. Las dos cámaras tienen sus sedes en diferentes palacios: el Palacio del Luxemburgo (palais du Luxembourg) para el Senado y el Palacio Bourbon (palais Bourbon) para la Asamblea Nacional.
Antes de 1962, el Parlamento era el único representante de la soberanía popular. Desde esa fecha, también lo es el Jefe del Estado, designado durante las elecciones presidenciales en sufragio universal. Actualmente el primer ministro y otros ministros del gobierno son designados por el presidente, quien no tiene ninguna obligación constitucional o de otro tipo de hacer nombramientos gubernamentales de entre las filas del partido mayoritario en el parlamento. 
Esta es una salvaguardia que fue introducida por el fundador de la Quinta República, Charles de Gaulle, para intentar evitar el desorden visto en los regímenes parlamentarios de la Tercera y Cuarta Repúblicas; sin embargo, en la práctica, el Primer ministro y otros ministros suelen pertenecer al partido mayoritario. Una notable excepción a esta costumbre ocurrió durante el mandato de Nicolás Sarkozy cuando nombró ministros  y subsecretarios socialistas para su gobierno. 
Todopoderoso durante la III República y la IV República, ha visto su poder racionalizarse durante la V República. Las evoluciones actuales de las instituciones tienden a volver a darle nuevas prerrogativas.
Actualmente, el palacio de Versalles sigue ejerciendo esta función, el presidente Macron incluso planteó la posibilidad de convocar una sesión conjunta del parlamento en el Palacio de Versalles para dirigirse a diputados y senadores.

## Historia
El Parlamento francés como sede del poder legislativo, no debe ser confundido con los Parlamentos del Antiguo Régimen que eran cortes de justicia provinciales con algunos atributos políticos.
El Parlamento, en el sentido moderno del término, apareció en Francia con la Revolución cuando los diputados del Tercer Estado en los Estados Generales de 1789 se constituyeron en Asamblea Nacional el 17 de junio de 1789. Su forma (unicameral, bicameral o pluricameral), sus nombres y sus funciones, definidas por las diferentes constituciones, han tenido formas muy diferentes según los regímenes:
| Fecha      | Constitución                   | Cámara alta             | Cámara baja                  | Otras cámaras     | Reunión de las cámaras | Cámara única                  |
| ---------- | ------------------------------ | ----------------------- | ---------------------------- | ----------------- | ---------------------- | ----------------------------- |
| 1791       | Constitución de 1791           |                         |                              |                   |                        | Asamblea Legislativa          |
| 1793       | Constitución del año I         |                         |                              |                   |                        | Convención Nacional           |
| 1795-1799  | Constitución del año III       | Consejo de Ancianos     | Consejo de los Quinientos    |                   |                        |                               |
| 1799-1802  | Constitución del año VIII      | Senado conservador      | Cuerpo legislativo           | Tribunat          |                        |                               |
| 1802-1804  | Constitución del año X         | Senado conservador      | Cuerpo legislativo           | Tribunat          |                        |                               |
| 1804-1814  | Constitución del año XII       | Senado conservador      | Cuerpo legislativo           |                   |                        |                               |
| 1814-1815  | Carta de 1814                  | Cámara de los pares     | Cámara de Diputados          |                   |                        |                               |
| 1815       | Carta de 1815                  | Cámara de los pares     | Cámara de los representantes |                   |                        |                               |
| 1830-1848  | Carta de 1830                  | Cámara de los pares     | Cámara de Diputados          |                   |                        |                               |
| 1848-1852  | Constitución francesa de 1848  |                         |                              |                   |                        | Asamblea nacional legislativa |
| 1852-1870  | Constitución de 1852           | Senado                  | Cuerpo legislativo           | Consejo de Estado |                        |                               |
| 1871-1875  |                                |                         |                              |                   |                        | Asamblea nacional             |
| 1875-1940  | Leyes constitucionales de 1875 | Senado                  | Cámara de los diputados      |                   | Asamblea nacional      |                               |
| 1940-1944  | Leyes constitucionales de 1940 |                         |                              |                   |                        |                               |
| 1944-1946  | Gobierno provisional           |                         |                              |                   |                        | Asamblea constituyente        |
| 1946-1958  | Constitución de 1946           | Consejo de la República | Asamblea nacional            |                   | Parlamento             |                               |
| desde 1958 | Constitución de 1958           | Senado                  | Asamblea nacional            |                   | Congreso               |                               |